# Gerson (football, 1975)
Pour les articles homonymes, voir Gerson et Lobo.
Gerson, né le 17 mars 1975 à Ile do Sal (Cap-Vert), est un joueur de football cap-verdien ayant joué en équipe nationale en 2002 et 2003.